# Battering Ram
Battering Ram – dwudziesty drugi album studyjny heavymetalowego zespołu Saxon wydany 16 października 2015 roku przez wytwórnię UDR Music.

## Lista utworów
1. „Battering Ram” – 4:56
2. „The Devil's Footprint” – 4:08
3. „Queen of Hearts” – 5:08
4. „Destroyer” – 3:20
5. „Hard and Fast” – 4:45
6. „Eye of the Storm” – 3:54
7. „Stand Your Ground” – 4:15
8. „Top of the World” – 4:00
9. „To the End” – 5:50
10. „Kingdom of the Cross” – 6:08
11. „Three Sheets to the Wind (The Drinking Song)” – 3:53 (utwór bonusowy)

## Twórcy
| Saxon w składzie - Biff Byford – wokal, producent wykonawczy - Paul Quinn – gitara - Doug Scarratt – gitara - Nibbs Carter – gitara basowa - Nigel Glockler – perkusja Gościnnie - David Bower – narracja (2, 10) - Seb Byford – wokal wspierający (3, 7) - Jamie Scarratt – syntezator Mooga (7) | Personel - Andy Sneap – producent, inżynier dźwięku, miksowanie, mastering - Buntmetall – projekt okładki, zdjęcia (książeczka) - Paul Raymond Gregory – projekt okładki - Nathan Terry – zdjęcia (tylna okładka) |